# Commission Scott-Merchant-Côté
La Commission Scott-Merchant-Côté est une enquête sur l'état de l'enseignement scolaire dans le réseau des écoles francophones de l'Ontario au Canada. Cette commission fut mis en place par le Premier ministre conservateur de l'Ontario, Howard Ferguson, à la suite du discours réquisitoire prononcé par le député franco-ontarien Aurélien Bélanger en 1925. 

## Contexte historique

### Fondation et développement
L'instruction en langue française, sur le territoire de l'actuel Ontario, remonte à la période de la Nouvelle-France. Dès le XVIIe siècle des missionnaires fondent des écoles pour les enfants des soldats français et de leur famille en poste sur le territoire canadien. 
En 1763, plusieurs écoles francophones existent dans lesquelles on continue d'enseigner, en langue française, aux Canadiens habitants dans le Haut-Canada. Les écoles francophones vont ainsi continuer à se développer et à dispenser un enseignement aux jeunes Canadiens-français.

### Domination et répression
Dans les dernières décennies du XIXe siècle, le gouvernement majoritairement anglophone de l'Ontario, impose des mesures coercitives visant à obliger les élèves franco-ontariens à apprendre l'anglais. Au début du XXe siècle, les autorités gouvernementales ontariennes adoptent en 1912, le "Règlement XVII"  qui impose la langue anglaise comme l'unique langue d'enseignement des écoles fréquentées par les élèves franco-ontariens. Les Franco-ontariens dénoncent cette politique assimilatrice. Le Règlement XVII sera combattu car il est une entrave au développement des écoles franco-ontariennes. Les autorités anglophones ontariennes éditent alors le "Règlement XVIII" qui menacent de représailles les instituteurs et l'ensemble des enseignants récalcitrants de suspension et de renvoie définitif de l'institution scolaire. Ces menaces concernent également l'ensemble des Conseils d'école ainsi que les enfants scolarisés. Le mécontentement populaire entraîna des désertions d'élèves par leurs parents le jour de la venue des inspecteurs des écoles chargés de contrôler la mise en place de ces dispositions draconiennes et coercitives.

## Commission d'enquête
En 1925, le député franco-ontarien Aurélien Bélanger prononça un discours à la Législature de l'Ontario dénonçant la situation des écoles franco-ontariennes. À la suite de ce discours, le Premier ministre conservateur Howard Ferguson mit en place une enquête sur l'enseignement dans le réseau des écoles franco-ontariennes. La commission était composée de trois responsables et coordinateurs de l'enquête, Francis Walter Merchant, surintendant de l'enseignement en Ontario, du juge J. H. Scott et de l'avocat et homme politique Louis Côté, ainsi que de deux secrétaires, un anglophone William John Karr, et un francophone, Amédée Bénéteau.
De novembre 1925 à juin 1927, la Commission Scott-Merchant-Côté mèna son enquête dans les écoles franco-ontariennes en faisant subir des tests à plus de 30 000 élèves.
La même année, l'Association canadienne-française d’éducation de l’Ontario (ACFÉO) publia un "Programme d'enseignement bilingue" basé sur les expériences d'enseignement bilingue en Belgique, Afrique du Sud et Pays de Galles.

## Bilan et prospective
La Commission Scott-Merchant-Côté recommanda dans son rapport publié en septembre 1927, la création d'un système d'écoles bilingues dans la province canadienne de l'Ontario. Pour son application, le rapport préconise la création d'un comité composé de l'inspecteur en chef des écoles ontariennes, d'un directeur de l'enseignement du français et d'un directeur de l'enseignement anglais. Les secrétaires de la Commission Scott-Merchant-Côté, Amédée Bénéteau et William John Karr, seront choisis pour assumer ces postes de direction des écoles bilingues.
Le rapport de la Commission Scott-Merchant-Côté est un frein à la domination exclusive du tout anglais. Il est une avancée certaine dans l'affirmation du droit inaliénable pour les Franco-ontariens à pouvoir continuer à vivre en français pour eux-mêmes et les générations futures. Néanmoins, l'Association canadienne-française d’éducation de l’Ontario (ACFÉO) resta vigilante et regretta que la langue anglaise soit maintenue pour des disciplines d'enseignement autres que celle de l'anglais.